# (11588) Gottfriedkeller
(11588) Gottfriedkeller est un astéroïde de la ceinture principale.

## Description
(11588) Gottfriedkeller est un astéroïde de la ceinture principale. Il fut découvert le 28 octobre 1994 à Tautenburg par Freimut Börngen. Il présente une orbite caractérisée par un demi-grand axe de 3,18 UA, une excentricité de 0,16 et une inclinaison de 6,0° par rapport à l'écliptique.

## Compléments